# リヨンメトロD線
D線（デーせん、Ligne D）は、RATP開発の運営するフランス・リヨンのメトロ（地下鉄）路線の一つ。リヨン市内北西部のヴェーズ＝ジェラール・コロン駅と、リヨン近郊南部ヴェニシューのヴェニシュー駅を結ぶ。1991年に開業。

## 概要
リヨン都市圏の東西を結ぶ主要な交通機関であり、リヨン旧市街、中心部（ベルクール広場）、病院地区（グランジ・ブランシュ）を通る。2016年の乗降客数は7,620万人、1日あたりの乗降客数は296,595人（2010年）であり、リヨンのメトロで最も利用者が多い。また、全長12.6kmと、リヨンのメトロで最も長い路線でもある。

D線の路線図

## 歴史
- 1991年9月9日、ゴルジュ・ド・ルー駅（フランス語版）とグランジ・ブランシュ駅（フランス語版）間が開通。
- 1992年12月11日、グランジ・ブランシュ駅からヴェニシュー駅（フランス語版）間が開通。
- 2007年10月2日、ゴルジュ・ド・ルー駅からヴェーズ＝ジェラール・コロン駅（フランス語版）[注釈 1]間が開通。

## 駅一覧
| 駅名                                                                           | 駅名                               | 接続路線                                            | 所在地       | 所在地       |
| ------------------------------------------------------------------------------ | ---------------------------------- | --------------------------------------------------- | ------------ | ------------ |
| ヴェーズ＝ジェラール・コロン駅（ギャール・デュ・ヴェーズ＝ジェラール・コロン） | Gare de Vaise - Gérard Collomb     | フランス国鉄：TER（リヨン＝ヴェーズ駅）             | リヨン       | 9区          |
| ヴァルミ駅                                                                     | Valmy                              |                                                     | リヨン       | 9区          |
| ゴルジュ・ド・ルー駅                                                           | Gorge de Loup                      | フランス国鉄：TER（リヨン＝ゴルジュ＝ドゥ＝ルー駅） | リヨン       | 9区          |
| ヴュー・リヨン＝カテドラル・サン＝ジャン駅                                     | Vieux Lyon - Cathédrale Saint-Jean | ケーブルカー： 1号線、 2号線                        | リヨン       | 5区          |
| ベルクール駅                                                                   | Bellecour                          | メトロ： A線                                        | リヨン       | 2区          |
| ギヨティエール＝ガブリエル・ペリ駅                                             | Guillotière - Gabriel Péri         | トラム： 1号線                                      | リヨン       | 3区、7区     |
| サックス＝ガンベッタ駅                                                         | Saxe - Gambetta                    | メトロ： B線                                        | リヨン       | 3区、7区     |
| ガリバルディ駅                                                                 | Garibaldi                          |                                                     | リヨン       | 3区、7区     |
| サン・スシ駅                                                                   | Sans Souci                         |                                                     | リヨン       | 3区、8区     |
| モンプレジール＝ルミエール駅                                                   | Monplaisir - Lumière               |                                                     | リヨン       | 3区、8区     |
| グランジ・ブランシュ駅                                                         | Grange Blanche                     | トラム： 2号線、 5号線                              | リヨン       | 3区、8区     |
| ラエネック駅                                                                   | Laënnec                            | トラム： 6号線                                      | リヨン       | 8区          |
| メルモーズ＝ピネル駅                                                           | Mermoz-Pinel                       |                                                     | リヨン       | 8区          |
| メルモーズ＝ピネル駅                                                           | Mermoz-Pinel                       | ブロン                                              |              |              |
| パリリ駅                                                                       | Parilly                            |                                                     | ヴェニシュー | ヴェニシュー |
| ヴェニシュー駅（ギャール・デュ・ヴェニシュー）                                 | Gare de Vénissieux                 | トラム： 4号線 フランス国鉄：TER                    | ヴェニシュー | ヴェニシュー |

- 全線各駅停車、快速運転はない。